# 중일 전쟁
중일 전쟁(中日戰爭)은 1937년 7월 7일 일본 제국의 중국 대륙 침략으로 시작되어 1945년 제2차 세계 대전이 끝날 때까지 계속된 중화민국과 일본 제국 사이의 대규모 전쟁이다. 중국에서는 항일전쟁(중국어 간체자: 抗日战争, 정체자: 抗日戰爭, 병음: Kàngrì Zhànzhēng), 영미권에서는 제2차 중일 전쟁(영어: Second Sino-Japanese War)이라고 부른다. 중일 전쟁은 20세기 아시아 최대 규모의 전쟁이었다.
1931년 이후로 두 나라 사이에 간헐적으로 교전이 있었으나, 전면전은 1937년 이후로 시작되었으며, 일본의 연합국에 대한 항복과 함께 1945년 9월 2일 종료되었다. 전쟁은 수십 년간 계속되어 온 일본의 제국주의 정책의 결과였으며, 원료와 자원을 확보하기 위해 중국을 정치·군사적으로 지배하려는 속셈에서 비롯되었다. 중국의 민족주의와 민족자결주의는 전쟁을 중국의 승리로 이끌었다. 1937년 이전에는 양쪽이 다양한 이유로 소규모, 국지적 전투를 벌였다. 1931년 9월 18일 일본은 만주사변을 일으켰고, 그 연장에서 일어난 1937년의 루거우차오 사건(중국어: 盧溝橋事件 노구교 사건[*])으로 두 나라 간의 전면전이 시작되었다.
1937년부터 1941년까지의 기간에는 중국이 단독으로 일본에 맞섰으며 진주만 공격 후 중일 전쟁은 더 큰 규모의 제2차 세계 대전에 포함되었다. 이후 일본군의 전력은 급속히 쇠퇴했고 1944년 즈음에 일본은 이른바 '대륙타통작전'을 개시하면서 반격을 꾀했으나 실효를 거두지 못했고, 1945년 8월 15일 천황 히로히토가 연합군에게 발표한 차라리 무조건 투항 및 전면 항복 선언과 아울러 같은 해 9월 2일 연합국에 대한 일본의 항복 문서 조인식을 끝으로 중일 전쟁 역시 종결되었다. 

## 배경

### 일본의 상황
1914년 유럽 및 중동에서 제1차 세계 대전(~1918년)이 발발하자 일본 제국은 영일 동맹을 이유로 연합국에 가담하여 참전했다. 그 진의는 동아시아 지역에 있어서의 일본의 지위를 더 높이고 국제적인 발언권 강화를 목적으로 한 것이었다. :246 일본은 독일에 선전포고하고, 독일령이었던 중국 산둥 반도의 교주만과 독일령 남양군도를 점령하였다. :246 산둥 반도를 점령한 일본은 1915년 1월 중국에 대해 만주와 산둥 반도 등에 대한 일본의 이권을 반영구화하고 남만주와 내몽골 일부를 일본에 조차하는 것을 요지로 하는 21개의 특혜조건을 요구하였고, 중국의 위안스카이 정부는 같은 해 5월 이를 수용하였다. 이와 같이 중국의 주권을 침해하는 행위는 5·4 운동(1919년)과 같은 격렬한 배일(排日) 여론에 밀려 실패하였다. :246~247 이 21개조에 대한 처리는 중국의 민중이 위안스카이에게서 이탈하는 계기가 된다. (→21개조 요구) 일본이 이와 같이 아시아의 독보적 강대국으로 인식되면서 급부상하게 되는데, 이 무렵 일본 제국에서는 다이쇼 데모크라시 시대로 경제호황을 누렸다.
그러나, 1920년대 말에 경제 대공황을 맞게 되면서 경제적 불황으로 인해 극우 군부 세력들이 암살 및 쿠테타를 일으키게 되었고, 일본의 민간 의회 정부는 전복되었다. 이어 일본은 경제 대공황을 극복하기 위해 식민지를 더욱 확보하고자 침략 전쟁의 길을 걷게 된다. 자원이 풍부한 만주 지역을 얻으려 전쟁할 구실을 만들기 위해 만주군벌 장쭤린 폭사 사건 등을 조작하였고, 만주 침략에 반대하였던 이누카이 쓰요시 수상을 암살한 데 이어 1931년 선전 포고도 없이 만주사변을 일으켰다. 만주사변으로 만주 지역의 대부분을 장악한 일본 제국은 만주국이라는 괴뢰 정부를 세웠다. 이어, 경제 대공황을 극복하고자 '일-만 블록경제'체제를 구축하고자 하였지만 뚜렷한 성과가 없었다.
한편, 국제연맹은 '만주를 불법 침략, 점령한 일본 제국의 만주지역 철수'를 결의하자, 일본은 1933년 3월 국제 연맹에서 탈퇴하였다. 국제 연맹이 일본군의 만주 지역 철수를 결의한 이유는 1차 세계대전의 연장인 터키 독립 전쟁(1919~1921)에서 무스타파 케말 아타튀르크가 이끄는 터키 시민군에게 패함으로써 로잔 조약(1923년)에서 식민지 일부를 포기해야 했기 때문이었다. 서방 국가들은 일본이 식민지 확장에 나서는 것은 일본의 강대국 부상의 지름길이라는 것을 알고 있었기 때문에 일본이라는 새로운 경쟁자가 나오는 것을 못마땅해했다. 그렇기 때문에 자신들이 식민지를 포기하게 되었을 때 일본에게도 똑같이 식민지 포기를 요구한 것이었다.

### 중국의 상황
1911년 신해혁명으로 청나라가 멸망한 이후, 중국 대륙은 격동의 시대였다. 중국의 사회질서를 개혁하려는 움직임이 강하게 나타나기 시작한 한편으로, 각지에서는 혼란을 틈타 여러 군벌세력들이 발호하였고 이러한 군벌세력들은 주민에 대한 온갖 갖은 수탈과 함께 열강세력에 빌붙는 등 매국행위를 마다하지 않았다. 제1차 세계대전 이후 "산둥 지방 내 독일 제국의 이권을 일본 제국에 양도한다."는 파리 강화 회의의 내용이 알려지자, 1919년 5월 베이징 지역의 학생들을 중심으로 대규모의 '반군벌', '반제국주의' 운동이 일어났다.(5.4 운동)
1919년 5.4 운동 이후 중국에서는 민족운동이 활발히 전개되었고, 광둥 지방에서는 국민당(1919년 10월 10일)과 공산당(1920년 8월)이 창당되고 1924년부터 여러 지역에 널리 퍼진 군벌을 타도하기 위해 '국민 혁명', '제1차 국공 합작'(~1927년)이 전개되었다.
국민당의 당수 쑨원이 사망(1925년)한 이후, 국민당 당수가 된 장제스는 쑨원의 정신을 이어받아 북벌운동을 전개하여 강력히 추진하였다. 장제스는 북벌운동으로 북양군벌세력들을 몰아내고 사실상 중국을 장악하게 되었고, 1927년부터는 공산당 토벌에 나섰다.(제1차 국공내전 1927~36년) 그러나 1931년 만주 사변을 시작으로 일본 제국의 침략이 본격화 되면서 중국공산당을 토벌하는 데 차질이 생긴 장제스는 군벌 세력들과 연합하게 된다.

#### 만주사변

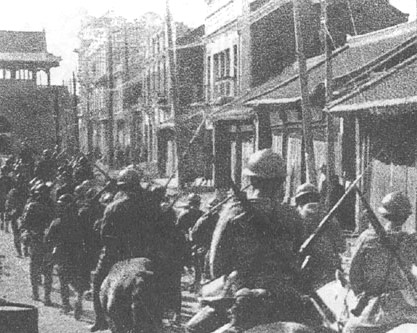
1931년. 일본군의 센양 점령.

중국에 대한 일본 제국의 21개조 요구안에 대해 중국은 그 조약의 폐기 또는 무효를 주장하고, 국권 회복 운동을 펼쳐 나갔다. 특히 만주에서는 일본 제국의 후원을 받았던 봉천파 친일 군벌 장쭤린이 1928년 일본군에 의해 열차안에서 폭사당한 후, 아들 장쉐량은 반일 운동측으로 돌아서게 되었다. 장쉐량은 국민당의 장제스와 손을 잡았는데, 당시 일본 제국은 대륙에서 완전한 식민지를 얻는 한편 소련과의 전쟁을 대비하는 근거지로 삼기 위해 만주 지배를 획책했다. 1931년 9월 18일 일본 관동군은 봉천 교외 유조구에서 남만주 철도를 폭파해놓고, 이것을 '중국군의 행동'이라 몰아붙여 이를 구실삼아 만주를 침략한다. 그 다음날 일본군은 펑톈, 장춘, 잉커우를 점령한 데 이어 21일에는 지린까지 진격했다. 이때 일본군의 병력은 14,000명에 불과했다. 이들을 지원하기 위해 식민지 조선에 주둔하고 있던 일본군도 압록강을 넘어 북진했다.
한편, 이무렵 장제스의 난징 국민정부는 제3차 공산군 토벌작전에 나선 상태여서 군대를 북상시킬 수 없었으므로 일본과 전쟁을 회피하고자 했다. 당시 베이징에서 신병치료를 하고 있던 장쉐량은 장제스의 밀령에 따라 전보로 전군에 무저항 철수를 명령했다.(이때 장쉐량 휘하의 중국군 병력은 약 22만 명이었다.) 일본군은 1932년 2월 만주 전역을 거의 점령했다. 일본의 만주침략에 중국은 즉각 무력으로 대응하기보다는 '부저항'정책을 택하면서 외교적인 수단으로 만주 문제를 해결하려 하였다. 장제스는 국제연맹이 일본을 제재해주기를 희망하여 만주 문제를 국제연맹에 제소했다. 9월 30일 터키에서 철수한 국제연맹은 일본군의 철수를 촉구하는 결의안을 통과시켰으나 일본은 이에 따르지 않았다.
이듬해, 일본 제국은 청나라의 마지막 황제였던 푸이를 수반으로 만주국이라는 괴뢰정부를 세웠다. 이로써 만주는 일본 제국의 자원 공급지이자 경제시장, 군사 기지 역할 등을 하게 되었고, 일본인들은 만주를 발판으로 적극적으로 중국대륙을 넘보기 시작했다.
이후 일본군과 중국군 사이에는 소규모 전투가 몇 차례 있었으나, 1933년 5월 25일 난징 국민정부가 일본 제국에 정전을 요청했고, 5월 31일 톈진의 외항인 탕구(塘沽, 당고)에서 중국이 크게 양보한 내용으로 정전협정이 체결됐다. 이 정전협정에는 일본군이 만주국 안으로 철수하고 만리장성 이남에 비무장지대를 둔다는 조항이 들어갔다. 이는 곧 만주국이 중국에서 분리되는 것을 난징 국민정부가 인정한 셈이었다. 그러나, 광대한 만주 땅의 구석구석에까지 일본의 지배력이 미칠 수는 없었으므로 만주에서는 동북항일연군을 비롯한 여러 갈래의 항일 무장활동이 계속됐다.

#### 국공 내전
1924년, 군벌과 열강세력들을 몰아내자는 목표로 중국에서는 국민당과 공산당이 제1차 국공합작을 함으로써 북벌운동을 추진하였다. 그러나, 1927년 4월부터 국민당 장제스가 공산당을 대대적으로 탄압하면서 국공합작이 깨지고 국민당은 대대적인 공산당 토벌전을 펼쳤다.

##### 중국 공산당 장정

중국 공산당 홍군의 장정 경로.

1931년 난창 지역에 중국 공산당 임시정부가 수립된 직후부터 공산당의 세력이 넓혀지는 것을 우려한 국민당은 무려 5번이나 공산당 지구를 포위하고 토벌전을 펴나갔다. 제1회 토벌은 1930년, 2회와 3회는 1931년, 4회는 1932년 6월에 이루어졌으나 모두 국민당의 참패로 끝났다. 그러던 중 1933년 10월에 100여만 명의 국민당 군대가 제5회 토벌을 시작했다. '공산당 토벌'을 4차례 실패를 겪은 장제스는 '군사 3할, 정치 7할'이라는 방침을 정했다. 이에 따라 장제스의 국민당 군대는 농민을 홍군으로부터 떼어놓으면서 철저한 경제적 봉쇄작전을 폈고, 수천 개의 토치카를 만들어 공산당의 근거지인 난창을 압박했다.
이에 맞서 중국공산당은 코민테른이 파견한 군사고문 리트로프(오토 브라운, 중국명 李德)의 지도 아래 정규군에 의한 정면대결 전술을 택했으나, 그 결과는 대실패였다. 홍군의 거점은 차례로 격파됐고, 1934년 3월 중국 공산당의 영역인 광창(廣昌)이 함락되었다. 광창이 함락됨으로써 공산당세력은 거의 회복불능 상태에 빠졌다. 이에 중국공산당은 '강서 소비에트'를 포기하기로 결정하고 7월에 '북상항일선언'을 발표했다. 이어 1934년 10월에 홍군의 주력인 제1방면군(규모 10만 명)이 이른바 '대장정'에 나서면서 강서성의 근거지를 버리고 서쪽으로 탈주했다. 오랜 기간 동안 국민당 군대의 공격을 피하면서 무려 9,600km라는 장정 끝에 1935년 10월에 섬서성 옌안에 다다랐을 때, 살아남은 공산군은 약 2만 명뿐이었다.

#### 시안 사건
만주의 근거지를 잃은 동북군의 실력자 장쉐량은 1936년 1월 말 자신이 경영하는 동북대(東北大) 학생들이 시안에 찾아와 보고하는 내용을 들은 뒤로 항일여론에 적극적으로 호응하는 태도를 보였다. 동북군 안에서도 '반공보다는 항일'을 주장하는 여론이 거세졌다. 1936년 11월 관동군이 내몽골을 독립시키기 위한 공작의 일환으로 수원사건으로 알려진 몽골인들의 반란이 일어났다. 이때 장쉐량은 수원성을 지키던 중국군을 돕기 위해 자신의 부대를 이동시키는 것을 허가해줄 것을 장제스에게 요청했다. 그러나 장제스는 이를 불허하고 오히려 '공산군 토벌'을 요구했다.
장제스는 섬서성 북부 지역에 근거지를 마련한 중국 공산당에 대한 총공격에 나설 준비를 갖춘 뒤 12월 4일 시안에 도착했다. 시안에 도착한 장제스는 동북군의 장쉐량과 서북군의 양호성에게 '공산군을 토벌하라'는 명령을 따르던가 아니면 동북군과 서북군을 각각 푸젠성과 안후이성으로 이동시키던가 양자택일을 하라고 압박했다. 장쉐량과 양호성으로서는 '일치항일' 여론이 동북군과 서북군 전체에 확산된 상황에서 공산당 토벌명령을 받아들이기 어려웠다. 그러나, 뒤의 선택 역시 자신들이 거세된다는 것을 뜻했기 때문에, 결국 두 사람은 일종의 쿠테타인 병간(兵諫, 무력으로 통치권자를 위협하고 간함)을 결의하고 제6차 공산군 소탕전 명령이 발동된 12월 12일 새벽에 장쉐량이 장제스를 그의 숙소인 '화청지'에서 체포, 감금했다.
그리고 다음날인 12월 13일 장쉐량은 '일체의 내전 정지', '민중애국운동 개방', '쑨원의 유촉 준수', '구국회의 소집' 등 8가지 요구사항을 전국에 통전했다. 이와 동시에 장쉐량은 중국공산당 지도부가 있는 보안(保安)으로 비행기를 보내 공산당 측 대표를 초청했다.
시안사건은 '내전 중지, 일치 항일'의 여론을 극적으로 표현한 것이었으나 중국의 최고지도자를 감금한 사건이었으므로 국내외에 커다란 충격을 주었다. 소련 신문들조차 이에 대해 "친일분자의 음모"이며 "반일세력의 단결을 파괴하는 것"이라고 비난했다. 일본측 신문은 "장쉐량의 독립정부와 소련이 협정을 맺었다."고 보도했다. 일본 제국은 장제스가 제거되면 난징 정부를 친일파가 장악할 수 있게 하려고 획책했다.
난징 국민정부에서는 장제스의 생명과 안전을 무시하고서라도 장쉐량 세력을 토벌해야 한다는 견해와 평화적인 사태해결을 바라는 견해가 대립했다. 중국공산당도 뜻밖의 사태에 당황했으며, 당내에서는 공개재판을 거쳐 장제스를 처형할 것을 요구하는 목소리마저 나왔다.
시안에서 장쉐량에 체포되어 감금된 장제스는 병간(兵諫)을 수용하기를 완강하게 거절했다. 12월 16일 난징 국민정부의 실권자 가운데 한명인 허잉친이 토벌군 총사령에 임명되고 '토벌령'이 내려짐으로써 새로운 내전이 일어날 가능성마져 높아졌다. 국민당군은 장쉐량 세력을 토벌하기 위해 섬서성 동쪽의 동관(潼關)으로 진입하고 시안 근교를 폭격했다. 한편, 장쉐량의 동북군 소속 청년 장교들 사이에서는 '장제스를 처형하라'는 목소리가 높아졌다. 사태의 향방을 결정한 것은 '장제스는 석방돼야 하고, 중앙정부의 지도 아래 대일항전이 이루어져야 한다.'는 여론이었다. 대다수 중국인들은 시안사건으로 인해 내전이 일어나면 일본의 침략에 유리한 정세가 전개될 것이라고 우려했고, 장제스만이 전국의 무력을 통솔할 수 있으니 그를 죽여서는 안된다고 생각했다. 12월 18일 중국공산당은 난징 정부의 실권이 허잉친에게 넘어간 것을 고려해 평화적인 문제해결을 추진하기로 결정했다. 이에 따라 저우언라이, 예젠잉, 친방셴 등 3명이 시안으로 갔다.
이로써 장쉐량, 양후청, 중국공산당 대표와 국민정부 사이에 교섭이 시작되었다. 장쉐량, 양후청에 대해서는 장제스가 정식 교섭상대가 될 수 없는 자신의 부하로밖에 인정하지 않았으므로 이 교섭은 실질적으로는 중국 공산당과 난징 국민정부 사이의 직접 교섭이었다. 협정 결과는 다음과 같다.

1. 국민당과 국민정부를 개조해 친일파(한젠)를 구축하고 항일분자를 영입한다.
2. 상하이의 애국영수와 일체의 정치범을 석방하면 인민의 자유와 권리를 보장한다.
3. 공산당 토벌 정책을 정지하고 홍군과 연합해 항일한다.
4. 각당, 각파, 각계, 각군을 망라하는 구국회의를 소집해 항일구국의 방침을 결정한다.
5. 중국의 항일에 동정하는 국가와 동맹관계를 수립한다.
6. 섬서성에 들어와 있는 중앙군 부대를 동관에서 철퇴시키는 명령 등 서북의 군정은 장쉐량과 양후청에게 맡긴다.

이 협정은 장제스의 체면을 위해 공식 서명도 공개도 하지 않은 이른바 '인격담보'의 약속이었다. 장제스는 12월 25일 석방되어 시안을 떠나면서 "약속은 반드시 지킨다."고 언명했다. 장쉐량은 이 사건의 책임을 지고 스스로 군법회의에 회부되겠다면서 장제스와 동행했다. 시안사건을 계기로 이루어진 제2차 국공합작은 항일전선의 기반이 되었다.
1937년 2월 시안에서 첫 국공회담이 열렸다. 국공회담은 9월까지 장소를 바꿔가며 다섯 차례에 걸쳐 계속됐다. 중국 국민당은 군의 통일, 정권의 통일, 적화(공산주의) 선전의 정지, 계급투쟁의 중지를 요구했다.

## 경과

### 루거우차오 사건
1937년 7월 7일 야간 전투훈련 중이던 일본군 1개 중대의 머리 위로 10여 발의 총탄이 날아온 직후 일본군 사병 한 명이 행방불명된 데에서 비롯되었다. 이 사병은 용변 중이어서 20분 후에 대오에 복귀하였으나, 이 역시 일본군에 뒤늦게 알려졌다. 일본군 특무기관장 마쓰이는 곧장 중국의 최전선인 완핑현성으로 가 현장 왕렁자이, 베이핑 시장 장자충 등과 교섭을 하기 시작했다. 교섭이 한창 진행되던 도중 일본군의 갑작스러운 공격으로 전투가 벌어졌는데, 중국군 사상자가 일본군보다 수 배 더 많았다. 일본군은 "중국군측으로부터 사격을 받았다!","중국군이 일본 병사를 납치해갔다!"는 주장을 펼치며 이를 구실로 펑타이에 있는 보병연대 주력을 출동시켰다. 일본군은 7월 8일 아침부터 루거우차오(盧溝橋, 노구교)를 수비하고 있던 중국 제29군을 공격하여 하루만에 다리를 점령하였고, 중국군은 융딩강 우안(右岸)으로 이동하였다. 이러한 일본군의 지시를 내린 자는 무타구치 렌야였다. 이 사건은 뒷날 일본군이 조작한 사건으로 알려져 있다.
전투는 처음에 제한된 국지전에 불과했고 서둘러 제안된 교섭으로 양측은 7월 11일 협정을 맺고 이 사건을 덮어두기로 결정하여 사태를 되돌려놨지만, 전쟁발발의 구실을 찾던 일본군 상부는 이 사건을 전쟁의 명분 구실로 잡았다. 7월 11일 고노에 후미마로 내각이 일본 본토에서 3개 사단, 만주에서 2개 여단, 조선에서 1개 사단을 각각 화북 지역에 보내 그 지역의 병력을 증강시키기로 결정했고, 일본은 중국 본토 침략계획을 세우기 시작했다.
이에 장제스도 화중, 화남의 병력들을 정저우에 집합시키고 바오딩으로 30개 사단과 쑨롄중의 2집단군, 류치의 7집단군을 북상시키는 등 일본군의 침략에 대비하기 시작했다.
이에 일본 참모본부는 육군상 스기야마 하지메의 강력한 주장으로 '속전속결로 전쟁을 끝낸다.'는 전략 아래 7월 28일 화북에 대한 전면적인 침공을 개시함으로써 본격적인 중국 침략전쟁을 일으켰다.

### 제2차 국공 합작
루거우차오 사건이 일어날 무렵, 7월 8일 중국공산당은 국공합작을 통한 항일 자위전쟁에 나서자고 주장했다. 한편, 중국 국민당의 장제스는 당시 여산에서 국방회의를 열었는데, 여기에는 중국공산당 대표로 저우언라이도 참석했다. 이어 7월 17일 장제스는 "만일 정말로 피할 수 없는 최후의 갈림길에 이르렀다면 우리에게는 당연히 희생만 있을 뿐이며 항전이 있을 뿐이다."라는 내용의 이른바 '여산담화'를 발표했다.
7월 28일 중일간의 전면전이 발발함에 따라 공산당은 국민당 휘하의 변구(邊區)로 격하되고 1937년 8월 7일 장제스는 국방회의에서 전면항전을 결의한다. 8월 12일에는 장제스가 삼군 총사령관이 되었다.
중일전쟁의 사태가 급박해져가자, 장제스는 홍군의 병력 규모를 3개 사단 45,000명으로 하고 지휘체계와 관련해 정부가 각 사단에 연락참모를 파견하는 조건으로 홍군의 총지휘에는 주더, 부총지휘에는 펑더화이를 임명한 독자적인 지휘부를 설치한다는 데 동의했다. 이어 8월 22일 공산당의 홍군이 국민혁명군 제8로군으로 개칭, 국민당 휘하 군대로 합류하였다.
그러나, 제2차 국공 합작 중에도 양측의 갈등은 여전했기 때문에, 이들은 서로 다투면서 개별적으로 항일전쟁을 계속하게 된다. 장제스의 정부군은 정면전장에서 지구전 형식으로 일본군과 전투를 전개하였고, 공산군은 일본군 후방의 전장에서 유격전을 벌이면서 서로 다른 지역에서 일본과의 전투를 진행했다.

### 미국과 소련의 중국지원

#### 미국의 지원
미국 의회는 피트먼 법을 통과시켜 중화민국의 은을 미국의 금과 바꾸는 것을 허용했다. 중국 국민당은 이 법을 통하여 필요한 군수물자를 살 수 있는 화폐를 얻을 수 있게 되었다. 또한, 난징 대학살 이후 1940년 일본 제국이 인도차이나 반도를 침략하고 나치 독일-이탈리아와 추축국 동맹을 맺자, 미국 의회에서 대일수출을 금지하는 결의안을 통과시켰다. 이에 곤경에 빠진 일본 제국은 제재를 가한 미국, 영국, 네덜란드와 중화민국을 묶어 이른바 'ABCD 포위망'이라고 칭하며 일종의 배후처럼 선전하였고, 이들 국가에 대해 맞선다는 구실을 내세워 이후 태평양 전쟁으로 전선을 확대했다.

#### 소련의 지원
일본군이 화북 지방을 침략하자, 중화민국 정부와 소련 정부는 협상을 진행하여 8월 21일 난징에서 불가침 조약을 체결했다. 이 협상에서 소련은 200대가 넘는 항공기와 화포, T-26전차 등 군사물자들을 중화민국에 원조하기로 하였다. 이어 소련은 1억 달러의 차관을 중국에 제공하고 군사고문단을 파견하였고, 소련에서 훈련된 의용 파일럿들도 극비리에 중일전쟁 전선에 투입되었다. 소련의 이러한 비밀 원조를 '제트 작전'이라고 한다.

### 전쟁 초기
1937년 7월 7일, 루거우 다리 사건을 빌미로 선전포고도 없이 전쟁을 일으킨 일본군은 근대화된 산업력에 바탕을 둔 잘 훈련된 30만 명 이상의 정규군과 일본군 장교에 의해 지휘되는 만주국 출신 만주인 및 내몽골인 부대 최소 15만 명, 그리고 약 200만 명에 가까운 예비군과 당시 세계 3위의 강력한 해군력과 육군 항공대와 해군 항공대를 보유하고 있었다.
반면, 중국 국민당은 숫적으로는 400만 명이 넘는 것으로 추산되는 병력이 있었으나, 현대식 무기로 제대로 된 무장을 갖춘 부대는 약 30만 명인 장제스의 직속부대뿐이었다. 나머지는 지방 군벌들 세력이 주축이었는데, 이들 대부분은 부패하고 무능했으며 변변한 장비조차 갖추지도 못하였다.
해군 역시 일본군의 총 배수량이 100만톤에 달하는 반면 중국군은 60,000톤 정도 밖에 되지 않았는데, 이 60,000톤 역시 대부분이 구식함정이나 소규모 구축함, 어뢰정이었고 그나마 신식 함정도 1932년 일본 조선소에서 건조한 2,500톤급 경순양함 닝하이와 이 닝하이를 본 떠 자국에서 건조한 핑하이 등 수 척밖에 없었다. 또한 일본해군이 수십대를 가지고 있던 잠수함과 항공모함 또한 없었다. 그나마 전쟁 직전 해군참모총장 천샤오콴의 요청으로 독일에서 잠수함 수 대를 주문했으나 이 역시 아돌프 히틀러가 대중 무기 금수조치를 내려 인도받지 못하였다.
공군의 질은 그나마 일본군과 비등해 상하이 전투에서 일본군 항공기 수 대를 격추하는 등 선전했으나 역시 파일럿들의 훈련도가 일본군에 비해 심하게 떨어져 큰 전과를 올리지는 못했다.
전쟁 초기에 일본군은 파죽지세로 승승장구했다. 7월 28일 중국 29군에 대해 총공격을 개시했고, 7월 30일에는 베이징, 톈진을 점령했다. 중화민국 정부군은 화북지역에 '장제스 라인'이라고 불리던 방어선을 구축했는데, 제 1방어선은 바오딩-칭 현, 제 2방어선은 안양 현-지난을 따라 구축되었다. 이 지역엔 수많은 토치카와 방어진지가 세워졌다.
장제스는 8월 7일 국방회의에서 전면항전을 결의시켰고, 12일에는 육해공군 총사령관이 되었다. 8월 9일, 일본군 장교와 병사가 중국군 관할 하의 상하이 홍커우 공항에 난입하다가 사살당한 사건이 발생한다. 이로 인해 상하이에서도 양 국간의 긴장이 격화되고, 결국 8월 13일 상하이의 조계지를 경비하던 일본군 해군 특별육전대가 상하이의 중국 관할구역을 선제공격하고 이어 23일에는 2개 사단이 상륙하는 등 화중에서도 전투가 시작된다.
이와 동시에 9월부터는 일본군이 화북 지방에서 남진을 개시하기 시작한다. 일본군의 화북 지역 공격은 비교적 순조로운 편이었으나, 산서성 지역에서는 강한 저항을 받았다. 9월에 린뱌오가 이끄는 팔로군 115사단과 허룽이 지휘하는 120사단이 평형관에서 일본군을 매복공격해 2개 중대를 섬멸하는 전과를 올렸다. 동시에 국민당군 역시 평형관에 방어진지를 차리고 일본군이 격렬하게 저항했다. 평형관 전투는 팔로군이 대일본전에서 거둔 최초의 승리였고, 중국공산당은 이 승리를 크게 선전했다. 9월 22일 공산당이 '정성단결 일치항적 선언'을 발표하고 그 다음날인 23일 장제스가 이 선언을 받아들이는 담화를 발표함으로써 제2차 국공합작이 완성되었다.
10월에는 신커우전에서 웨이리황(衛立煌)의 지휘 아래 중앙군과 산서군이 일본군 제5사단에 맞서 격렬한 전투를 전개했다. 일본군의 선발대로 출격한 12여단은 신커우전의 중국군 포위망에 걸려 수천의 사상자를 냈다. 이 전투는 화북에서 치러진 초기의 전투 가운데 가장 격렬한 것이었다. 이때 팔로군도 유격부대로 나서서 일본군의 보급로를 차단하고 비행장을 파괴함으로써 국공 양군의 협력이 이루어졌다. 이 전투로 일본군의 화북 지역 점령은 지지부진해졌고, 진격은 1개월 정도 지연됐다.
하지만 장제스가 산시성을 공격하는 일본군의 후방을 교란해 증원을 저지하라고 명령한 산둥성장 한푸쥐는 장제스의 명령을 무시하고 적전도주했고, 이에 일본군은 아무런 방해를 받지 않고 10월 말 중국군 측면의 냥쯔관을 2개 사단으로 공격해 장악한다. 이때까지 신커우전을 잘 방어하고 있던 중국군은 측면을 위협받게 되었고, 결국 11월 초 옌시산은 신커우전을 포기하고 총퇴각하라는 명령을 내린다. 일본군은 양면에서 산시성의 성도 타이위안을 협격했고 결국 11월 12일 타이위안은 일본군한테 함락된다. 한푸쥐는 이후 산둥성 방어전에서도 장제스의 명령을 무시하고 비행기로 혼자 적전도주해 결국 1938년 1월 분노한 장제스에 의해 총살된다.
옌시산은 그의 잔존군대와 산시성 남부의 린펀으로 후퇴했고, 이곳은 산지인 만큼 일본군은 쉽게 추격하지 못했다. 하지만 1938년 3월 일본군은 결국 이곳까지 진격하는데 성공했고, 옌시산은 장제스 몰래 일본군 지휘관과 싸우지 않기로 협정을 맺었다. 이후 산시성 남부 산악지대의 산을 중심으로 양군간의 전투는 소강상태에 이르렀고, 오히려 옌안에서부터 확장하기 시작한 중국 공산당이 옌시산의 영지를 잠식하자 산시군-팔로군 간의 전투가 더욱 많이 벌어졌다.

#### 상하이 전투 & 삼광 작전

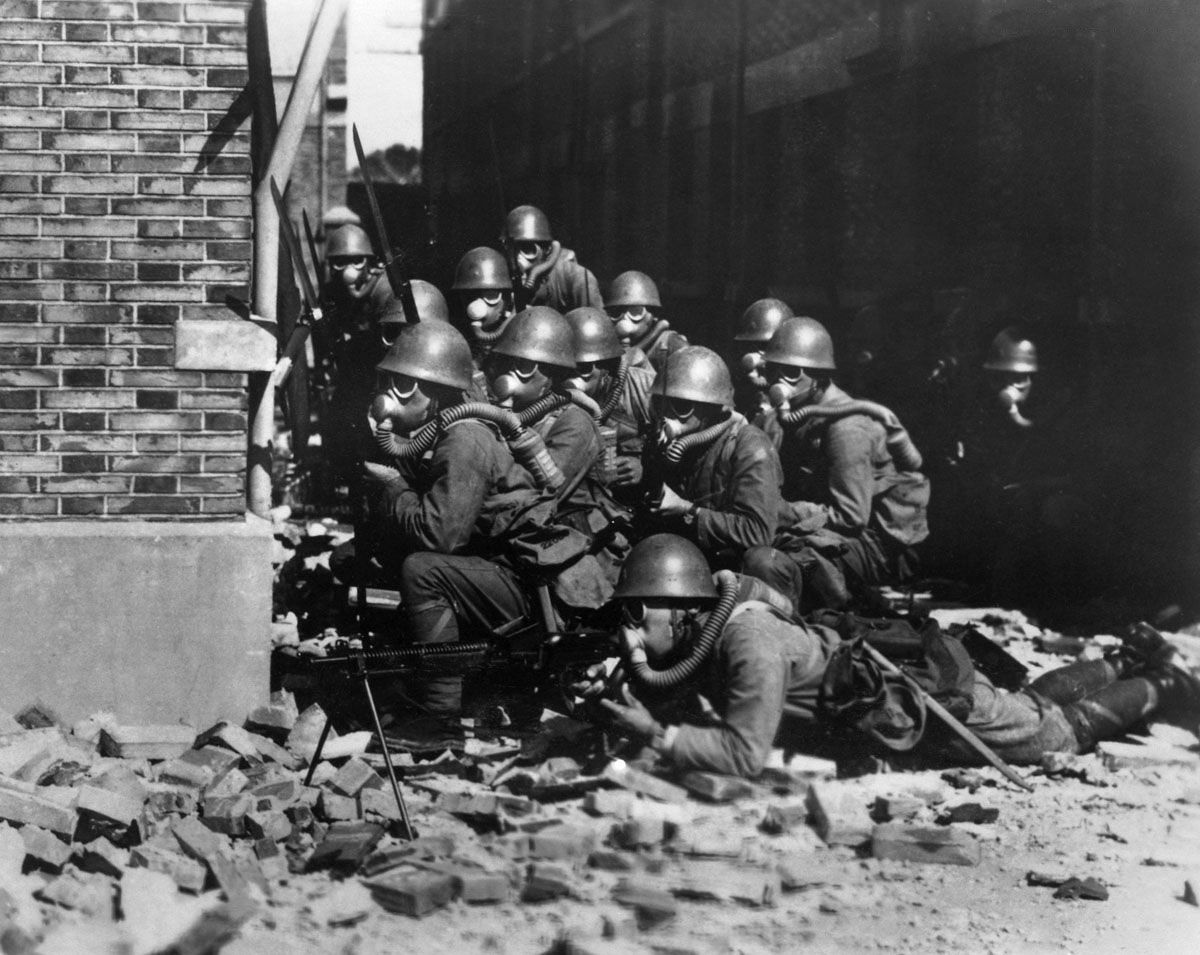
1937년 상하이 전투에서 일본 제국 해군 육전대

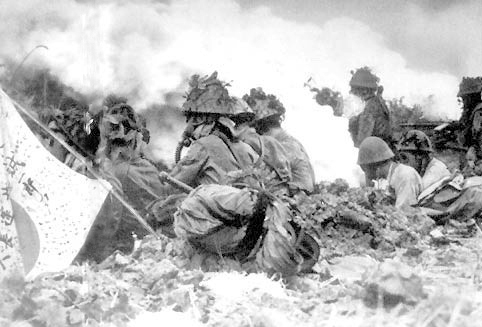
1941년 창사 전투에서 일본 제국 육군

전쟁 초기 파죽지세로 승승장구하던 일본군 수뇌부들은 '2~3개월 정도면 중국대륙 전역을 점령해 전쟁을 끝낼 수 있을 것'이라고 호언장담하고 8월에 상하이에 상륙해 공략을 시작했는데, 상하이에서의 중국군의 저항은 매우 격렬했다. 특히 오송 상륙 전투에서 일본군은 매우 큰 피해를 입었다. 이는 1930년대 초 중국 주재 독일 군사고문으로 파견된 팔켄하우젠 장군과 한스 폰 젝트 장군이 강력한 벙커밭을 조성하였고, 장제스의 직속군대 역시 독일식 장비를 갖추고 독일 군사고문의 조언대로 훈련 받으면서 육성되었기 때문이었다. 일본군은 이러한 벙커밭을 뚫기 위해 돌진하는 과정에서 극심한 피해를 입었다. 또한 독일식으로 훈련받은 장제스의 직속군대의 정예 제88사단은 일본군의 지원 병력이 도착할 때까지 일본군 상륙부대를 상하이에 묶어 놓고, 매우 격렬하게 저항했다.
일본군은 하루에 수백미터, 어떤 날에는 수십미터 밖에 전진하지 못했지만 자폭 특공대 등을 활용해 간신히 조금씩 전진해 중국군 방어진지인 뤄뎬전, 다창전 등에 공세를 가했다. 하지만 이렇게 해도 방어선이 뚫리지 않자 간인노미야 친왕의 허가 아래 1926년 이래 사용이 금지된 독가스까지 사용했다. 중국군 역시 병력이 남는대로 상하이로 보냈고 화북으로 보낼 지원군도 상하이로 차출해 보내, 80만이라는 대병력이 상하이에 집결했다.
일본군은 3개월 동안의 전투에도 상하이가 점령되지 않자, 11월 5일 중국군 후방인 항저우만의 진산웨이에 10군을 상륙시켰다. 장제스는 일본이 우회상륙할 가능성을 경시했고, 이에 따라 진산웨이에 상륙한 일본군은 큰 저항없이 전진해 중국군을 포위섬멸 당할 위기에 몰아넣는다. 이 사실을 안 장제스가 총퇴각 명령을 내려 일본군은 11월 중순이 되어서야 겨우 상하이를 점령하였다. 상하이 전투에서 극심한 피해를 입고 전쟁이 장기화되어가자, 일본군은 적개심에 불타 무고한 양민들을 잔인하게 죽이기 시작하였다. 이때부터 일본군은 가는 곳마다 태우고, 빼앗고, 죽이는 이른바 '삼광작전'을 개시하면서 살육전이 일반화되어 갔다. 한 가지 대표적 예시로는 쑤저우 학살이 있는데, 상하이를 점령하고 난징으로 전진하는 과정에서 이곳을 점령한 일본군은 무차별적으로 쑤저우의 양민을 학살했다. 이에 쑤저우에 살던 35만의 인구가 대부분 학살당하거나 피난을 가 겨우 수백명밖에 남지 않았다고 한다.
한편 상하이에서 패전한 수십만 명의 중국군은 그대로 패잔병으로 전락해 무질서하게 내륙쪽으로 퇴각했다. 중국군 수뇌부에서는 상하이에서 전투중이던 수십만의 군대를 철수시킬 계획을 전혀 준비하지 않았고, 이 때문에 철수 과정에서 탈영이나 이를 막는 아군 독전대와의 전투가 빈번하게 발생했다.
일본군은 중국군이 상하이-난징 사이에 구축한 방어선인 젝트라인상의 거점인 자싱, 우시, 쑤저우 등을 점령하며 각 부대가 경쟁적으로 난징으로 진격했는데, 이 부대들이 전과를 위해 난징으로 전진하는데만 급급했던 나머지 정작 중요한 중국군의 포위섬멸을 실행하려 노력하지 않았고, 이 때문에 상당수의 중국군이 무사히 퇴각에 성공한다.
1937년 12월, 상하이 교두보를 벗어난 일본군은 중화민국의 수도 난징으로 향했다.

#### 난징 대학살

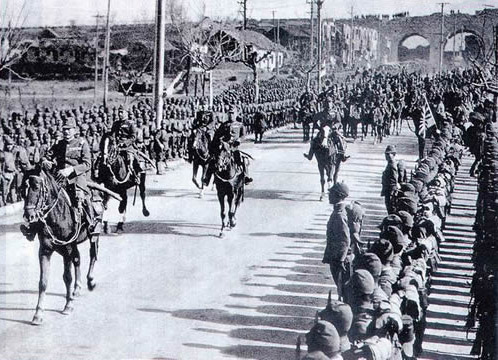
1937년 12월 13일, 난징 성에 입성하는 일본군

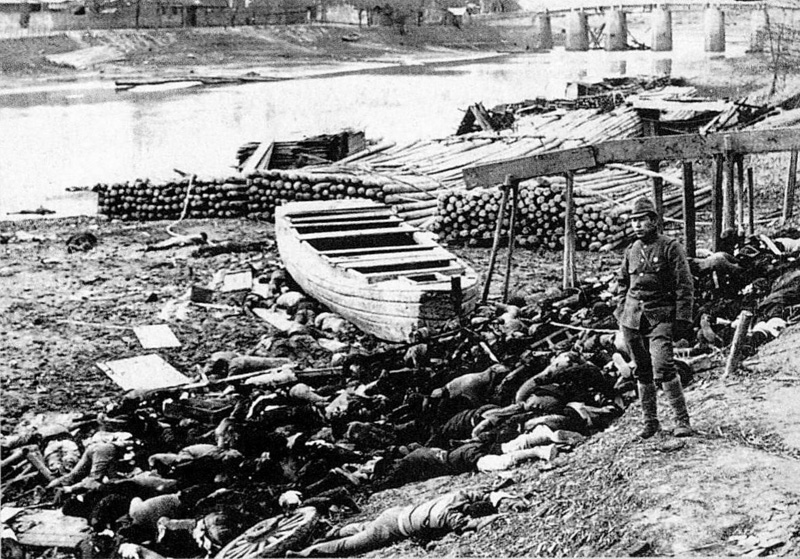
난징 외곽 양쯔강에서 대규모 학살을 자행한 일본군

일본군이 난징으로 진격할 즈음, 중국 국민당은 수도 난징을 포기하고 충칭으로 임시 천도한다고 발표하였다. 그러나 중화민국 측 사령관 탕성즈(唐生智) 장군과 장제스 위원장은 수도를 싸우지 않고 내어줄 수 없다는 근거를 들어 '결사항전'을 주장했고, '어떠한 일이 있더라도 수도를 지키겠다'고 선언한다.
그러나 난징을 삼면에서 좁혀 들어오는 일본군의 포위 속에 국민당 주요관리와 부유층들은 재빨리 손을 써서 도시를 빠져나갔고, 중일전쟁 발발 이전에 약 110만 명에 육박했던 난징은 도시를 빠져 나가려는 시민들과 일본군을 피해 난징으로 들어오는 피난민 등이 뒤엉켜 아수라장이 되었다. 난징성을 포위한 일본군은 탕성즈에게 투항을 권고하였으나, 난징성을 지키고 있던 탕성즈 휘하의 중화민국 군인들은 투항을 거부했다. 탕성즈는 또한 내륙으로 후퇴하는 길이나 다리를 모조리 끊어버려 난징성내에 거주하는 시민들의 피난길을 막아 난징 대학살의 피해가 커지는 빌미를 제공하기도 한다. 난징에 남아 수성하고 있던 탕성즈의 군대들은 도시 밖 요충지를 포기하고 난징성 안에 머무르며 고립된 채 방어하겠다는 전략을 택했다.
12월 13일, 일본군은 난징성문을 폭파하고 성 안으로 진격하기 시작했다. 하지만 난징을 수비하는 중국군의 격렬한 저항을 받아 큰 피해를 입는다. 하지만 피해에도 불구하고 일본군은 전차를 앞세워 전진해 난징시내의 거점의 상당수를 장악한다. 이에 성이 함락되기 전날 난징 수비대 사령관 탕성즈는 철수명령을 내리고 자신도 몇몇 부하들과 민간인 차림으로 성을 탈출했는데, 철수명령이 제대로 전달되지 못해 여태까지 잘 싸우던 중국군은 사령관이 도망쳤다는 소식을 듣고 와해된다. 이후 남은 중국군은 제대로 전투도 못해 본 채 혼란 속에서 성을 빠져나가기에 급급했다.
이 사실이 알려지자 피난을 떠나지 못한 채 남아있던 약 60만 명의 난징 시민들과 군인들은 공황상태에 빠지게 되었고, 1937년 12월 13일부터 약 6주 동안 일본군은 중국 민간인들과 군인들을 상대로 무차별적인 살육, 방화, 강간 등을 자행했다.

### 전쟁의 고착화와 전쟁의 확대

#### 전쟁의 고착화

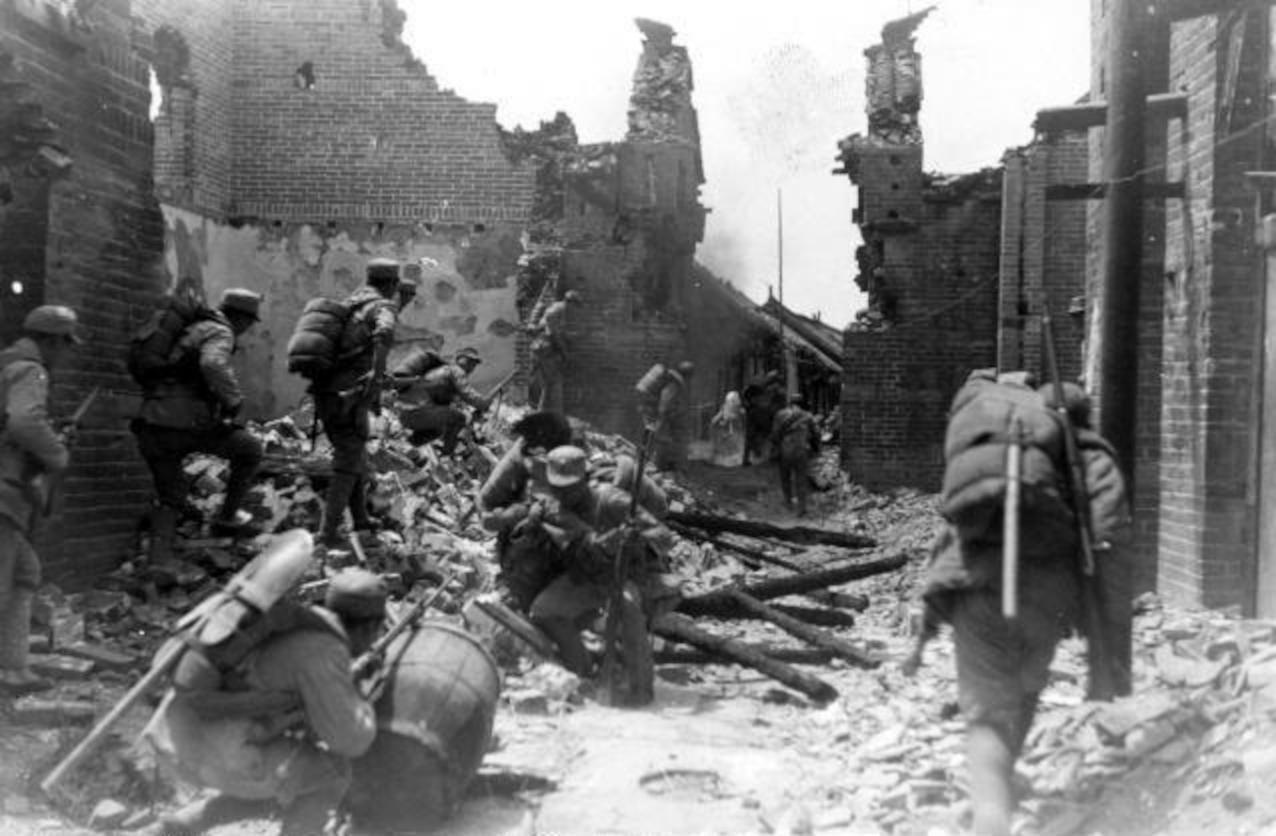
1938년, 태아장 전투에서 국민혁명군. 이 전투에서 중화민국군이 개전초기 일본군을 처음으로 크게 무찔렀다.

1937년~1938년 사이 일본군은 중국의 여러 도시들에 대해 무자비한 폭격을 가했고, 중국의 주요 해안가 도시들을 점령하고자 전진에 전진을 거듭했다. 그러나, 일본군 수뇌부의 기대와 달리 전쟁 첫해의 성과는 만족스럽지 못했다. 일본군 수뇌부는 중국 국민당의 장제스가 중화민국 내의 내분을 통합하기 전에 일본군이 장제스의 직속부대를 분쇄하고 전쟁이 장기화되기 전에 전쟁이 빨리 끝나기를 바랐으나, 중화민국이 시간을 벌기 위해 결정적 전투를 회피하는 등 지구전 전략을 나아갔기 때문에 일본군은 장기전의 수렁에 빠졌다.
한편, 중화민국은 주요 항구도시인 상하이와 수도 난징을 잃어 큰 타격을 입었으나, 중국군은 여전히 대부분의 항구와 4개의 대외 주요보급로를 장악하고 있었다. 당시 하이퐁에서 쿤밍으로 이어지는 철도와 양곤과 라쉬오를 거쳐 쿤밍에 도달하는 철도 및 도로, 그리고 소련에 이르는 2개의 도로가 주요 보급로였다.
1938년의 일본군의 주된 목표는 중국군의 주요보급로 차단이었다. 이를 위한 첫 번째 목표는 철도 요충지인 쉬저우 시를 점령하는 것이었다. 1938년 4월에 쉬저우시의 관문인 타이얼좡에서 이 지역을 수비하던 리쭝런의 지휘하에 5전구의 중국군이 타이얼좡 성 내로 진입한 일본군을 상대로 포위전술 등으로 격렬하게 맞서싸워 일본군에게 12,000명(일본군 주장, 중국군 주장 30,000명)의 사상자를 내고 패퇴시켜 인근의 현 수 개를 수복한 타이얼좡 전투가 일어난다. 이는 중국군을 얕본 일본군 지휘관들이 상부의 명령도 무시하고 무리한 진격을 일삼은 것도 한 몫했다. 이 전투는 중일전쟁 이래 중국군이 일본군을 완전히 패퇴시킨 최초의 전투였다.
이에 일본군은 중국군에 복수하겠다는 마음으로 난징을 점령한 중지나 방면군의 지원을 받아 도합 20만명의 병력을 투입해 쉬저우 방면으로 공세를 가한다. 중국군 역시 장제스의 명령하에 중지나 방면군, 북지나 방면군을 각각 포위해 각개격파 시킨다는 전술을 수립해 도합 60만의 대병력을 쉬저우 인근에 집중시킨다.
중국군의 저항은 완강했지만, 북쪽으로부터 두 갈래로 갈라져 공격해 들어온 일본군은 5월에 이르자 쉬저우 시를 거의 점령하기에 이르렀다. 리쭝런은 남북으로 가해지는 일본군의 맹렬한 공세에 그의 5전구 병력이 모두 포위섬멸 될 것을 우려해 퇴각을 명령한다. 이 쉬저우 회전에서 일본군은 43,000명, 중국군은 56,000명에 달하는 사상자를 냈다.
이어서 6월에는 한커우로 통하는 철도를 봉쇄하고자 정저우 시로 진격하기 시작했다. 그러나, 중국군은 황하의 제방을 무너뜨려 주변 지역으로 강물을 범람시킴으로써 이 진격을 막았고, 이로써 수천개의 마을과 촌락이 수몰되고 1,000만 명의 이재민이 발생했으나 일본군 역시 막대한 피해를 입고 패퇴했다.
그러는 동안에도 일본군은 중화민국의 임시수도인 한커우에 대한 공격을 더욱 강화하고, 8월에는 40,000여 명 이상의 병력을 영국령 홍콩으로부터 약 32km 북쪽에 상륙시킴으로써 광동지역을 쉽게 점령했다. 일본군이 이렇게 광저우를 쉽게 점령한 것에는 이 지역의 방어 책임자인 광둥군벌의 위한머우가 싸우지도 않고 도주한 것도 한 몫 했다. 이 때문에 한커우는 주요 보급로가 차단당하게 되었고, 장제스는 주요 시설들을 보다 내륙으로 이전하는 한편 수도를 충칭으로 옮겼다.
이렇게 되면서 1938년 말까지 일본은 중국의 해안 주요도시들을 거의 장악했었으나, 그 지역 내에서 조차 계속 어려움에 부딪혔다. 점령지역 각지에서 게릴라의 활동은 나날이 격화되어 갔고, 일본의 비인도적인 통치와 점령지 주민들에 대한 갖가지 횡포 등으로 주민들의 적개심 또한 깊어만 갔다. 게다가 쉽게 항복할 것으로 생각했던 중국군은 저항을 계속하였고, 미국은 중국 국민당에 더 적극적으로 많은 원조를 제공함으로써 중화민국의 군사저항에 힘을 실어 주고 있었다.
2년 만에 신속한 승리를 쟁취하고자 했던 당초의 의도가 좌절된 일본 제국은 1939년에 접어들면서 최소의 군사력으로 전략적 요충지를 점거하는 봉쇄전술로 전환하게 되었다. 즉, 일본군은 중국의 해안지대를 거의 점령한 점을 이용하여 중국의 보급로를 봉쇄시키는 이른바 '경제적 교살'로 전술을 바꾸었다. 그러나, 넓은 대륙을 바탕으로 한 중국군과 중국인들의 끈질긴 저항으로 전쟁은 장기화 되고, 전선은 고착되어 갔다.

#### 중국군의 1939년 동계 대공세
한편 그동안 내륙으로 쫓겨가기만 했던 중화민국군은 일본군을 몰아내기 위한 대대적인 반격을 장제스의 지휘 하에 준비하기 시작했다. 이 공세는 일본군의 화북, 화중 지방의 점령지를 탈환하여 전세를 역전시킨다는 목적과 때마침 개전한 2차 세계대전에 맞춰 중국전선의 존재감을 연합국들에 각인시킨다는 목적이 있었다.

#### 전쟁의 확대
1940년
1940년 이후 중국대륙은 일본군 점령지구, 충칭을 중심으로 하는 중화민국 정부의 직할지역, 옌안을 중심으로 하는 공산당의 섬강녕변구 등 3개 지역으로 크게 나뉘었다.
전선이 고착되고 전쟁이 장기화되자, 마오쩌둥의 중국공산당은 그 세력이 점점 커져갔다. 팔로군은 1940년 400,000명으로 불어났고, 신사군은 20,000명에서 100,000명으로 급증했다. 팔로군은 백단전투에서 일본군 25,000여 명을 크게 무찌르는 등 성과를 보였다.

##### 1941년 ~ 1943년
1941년 10월, 장제스의 국민당군과 마오쩌둥의 공산당 계열의 신사군 간에 환남 전투가 일어났다. 장제스의 명령에 따라 북상하던 신사군의 일부가 국민당군에 의해 기습 공격을 당한 이 사건에서 국민당과 공산당 양측은 7일 동안 밤낮으로 전투를 벌였고, 이 과정에서 신사군 9,000여 명이 전사했고 1,000여 명이 간신히 탈출했다. 환남 전투로 공산군은 커다란 충격에 빠지게 된다.
1941년 12월 8일, 일본 제국 해군 연합 함대가 미국 하와이의 진주만을 기습공격 함으로써 태평양 전쟁이 일어났고, 제2차 세계 대전은 사실상 아시아 전역으로 확대되었다.
이를 계기로 중화민국 정부는 일본, 나치 독일, 이탈리아 왕국에 선전포고를 선언하였고, 중화민국은 연합군의 일원으로서 장제스의 직속부대들을 버마전선으로 파견하여 영국군과 공동작전을 전개해 나갔다.
이어서 미국은 조지프 스틸웰을 군사고문관으로 중화민국에 파견하여 버마-인도전선을 지휘하였고, 미국은 중국 전선에 공군을 지원하여 중국 국민당 휘하 공군 소속으로 일본군과 싸워 제공권을 확보하고자 하였다. 이들 미 공군 의용대대는 플라잉 타이거즈라 불리며, 연합국이 일본군에 연패하던 태평양 전쟁 초기 수 개월 동안 연합국 부대 중에서 유일하게 주목할만한 전과를 올림으로써 연합국의 사기를 크게 올렸다. 이들 플라잉 타이거즈 대대는 미국이 태평양 전쟁에 본격적으로 뛰어들면서 해체되었고, 이후 미 육군 제23전투기집단으로 대체되었다. 또한 1942년 대한민국 임시 정부의 광복군이 대일 전선에 참전하면서 충칭, 상하이에서 공격을 개시하였고, 미얀마 전선에도 참전하였다.
그러나, 여전히 국민당군의 전투력은 형편없었고, 지방 주둔 지역에는 국민당군이 민간인들의 식량이나 재산을 강제로 약탈하는 등의 범죄가 들끓었다. 게다가 국민당군은 강제 징집을 위해 시골이나 농촌 등 마을에 습격하는 일이 잦았는데, 이 때문에 강제 징집에 반발하는 주민들이 '자경단'을 조직하고 국민당군에 대항하는 등 민란이 일어나는 사태가 벌어지기도 하였다.(대표적인 사례가 1942년 감숙 성 지역에 일어난 농민반란이다.) 이러한 국민당군의 무능과 부패, 잦은 수탈은 중일전쟁 후 국공 내전에서 민심이 장제스의 국민당이 아닌 마오쩌둥의 공산당 세력으로 돌아서는 원인이 되었다.
내부적으로도 국민당은 크게 흔들렸었다. 산시성 군벌 옌시산은 자신의 얼마 남지 않은 영역에 틀어박혀 단독으로 북평(北平, 베이징)의 일본군 사령부와 협상을 벌여 휴전 상태를 유지하는데 급급했고, 국민당 임시 수도인 충칭을 중심으로 장제스와 쓰촨성 및 윈난성 지역의 군벌들 사이의 알력 다툼도 극심했다.

### 대륙타통작전

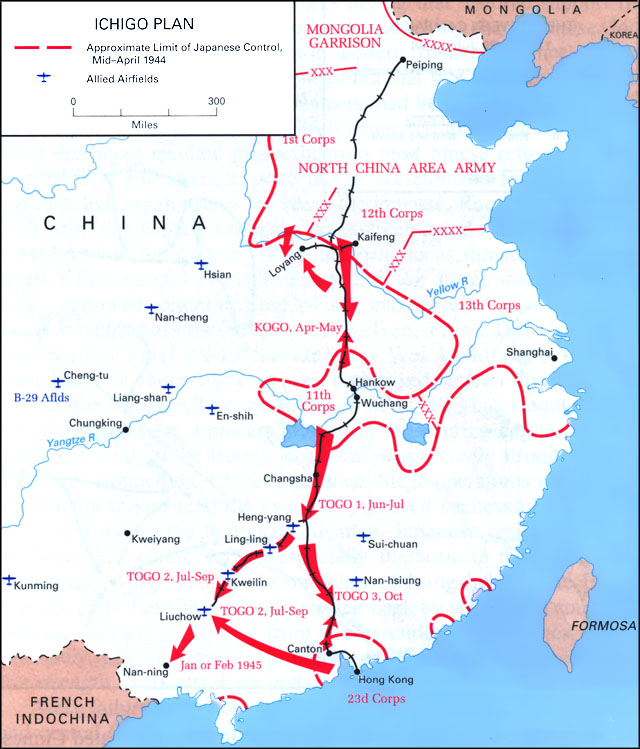
1944년 이치고 작전 지도.

1944년 4월, 일본군이 전황을 타개하고자 중국 북부 점령지와 남부 하이난섬 일대의 상륙지점을 연결하는 대륙타통작전 '이치고 작전'을 개시하자, 중국군은 대패를 당하고 무려 30만명의 병력이 희생되었다. 이 역시, 국민당군의 열악한 장비와 허술한 전투력, 지휘관들의 부패와 무능이 원인이었다.

### 중국군의 총반격과 미국군 투입 검토 그리고 종전
중국은 전쟁상황이 연합군에 유리해지고 중국군에 막대한 지원 물자가 도착할 뿐더러 일본군의 공세도 둔화되자 버마 전역에 투입되었던 부대를 중심으로 총반격 작전을 구상하여 1945년 4월부터 총반격을 시작하였다. 이 작전은 성공적이어서 중국군은 즈장-랴오허커우 전역에서 일본군에 승리하는 한편 대륙타통작전으로 상실한 영토를 모두 되찾기에 이른다. 이후 중국-미국 연합군은 광저우 방면등으로 진격하려고 하였고, 유럽전선의 전쟁이 종결되자 중국 주재 미국 사령관 앨버트 웨더마이어는 카보네이도 작전을 구상하여 중국군이 광저우와 홍콩으로 진격하고 이후 동부 해안지대에 도착하면 미국군을 중국 동부와 화북에 투입하여 전면 공세를 가하려고 하였다. 이 작전은 1946년에 시행한다는 계획이 있었으나, 1945년 8월 15일 일본은 연합군에 항복하였고 전쟁은 끝나게 되었다.
한편, 소련의 붉은 군대가 독소 전쟁이 종결된 이후 시베리아로 재배치되어 1945년 8월 만주 전략공세작전을 개시하여 만주를 점령하고 만주국을 해체하였다.

## 종전과 영향

### 종전
1945년이 들어서면서 일본의 패색이 더욱 짙어졌다. 미국이 8월 6일에는 히로시마에, 9일에는 나가사키에 원자폭탄을 투하했고, 곧이어 소련도 일본 제국에 선전포고를 하며 '만주 전략공세작전'을 감행했다. 결국 8월 15일 천황 히로히토는 연합군에 무조건 항복을 선언하고 9월 2일 미국 군함 미주리호에서 정식 항복문서가 조인됨으로써 태평양 전쟁과 함께 중일 전쟁도 막을 내렸다. 참고로 중국 주재 일본군은 9월 9일에 난징에서 정식 항복 문서가 조인됨에 따라 그때 정식으로 중화민국에 항복하였다.

### 종전 후와 전쟁의 영향
중일 전쟁 기간 중, 중국 대륙의 주요 도시들은 일본군에 의해 점령당하였고 수많은 중국인들이 희생되었다. 일본이 무조건 항복을 선언하여 전쟁이 끝나자, 평화를 바라던 중국인들의 열망에 따라 내전을 피하기 위해 중국 국민당과 중국 공산당 간의 회담이 열렸는데, 여기서 '쌍십협정'이 체결되었다. 그러나 중국공산당은 이 협정을 무시하고 국민정부에게 계속 군사적 도발을 감행하여 장제스는 공산당에 대한 대대적인 공격을 개시하였고, 국공 내전이 재발발하게 되었다. 국민당은 내전에서 공산당에 패하여 1949년 12월 타이완으로 정부를 옮겼다. 한편, 공산당은 중화인민공화국을 건국하면서 중국은 분단되었다.
중일전쟁은 비슷한 시기에 유럽 전선에서의 전쟁과 1941년 발발한 일본 제국과 미국 간 태평양 전쟁 때문에 상대적으로 덜 주목받고 있으나, 일본 제국이 중국 대륙을 침략하지 않았다면 태평양 전쟁은 애초에 일어나지 않았을 가능성이 크다는 점에서 동아시아 역사에서 매우 큰 전환점이 된 중요한 전쟁 중 하나이다. 이 때문에 오늘날에는 1939년 9월 1일 나치 독일의 폴란드 침공을 제2차 세계대전의 시작으로 보는 유럽 중심의 역사관에서 벗어나, 1937년 7월 7일 발발한 중일 전쟁을 제2차 세계대전의 시작으로 봐야 한다는 견해가 대두되고 있다.

## 같이 보기
- 청일 전쟁
- 만주사변
- 국공 내전
- 태평양 전쟁
- 만주 전략공세작전
- 난징 대학살
- 731 부대
- 위안부

## 참조

### 참고 문헌
- 이윤섭 (2010년 12월 5일). 《객관적 20세기 전반기》. 서울: 필맥. ISBN 978-89-91071-82-7.
- 알랭 루 (2010년 11월 29일). 《20세기 중국사: 제국의 몰락에서 강대국의 탄생까지》. 서울: 책과함께. ISBN 978-89-91221-72-7.
- 에릭 두르슈미트 저/이상근 역 (2010년 9월 28일). 《용의 유전자: 제국을 향한 피의 역사가 깨어난다》. 서울: 세종서적. ISBN 978-89-8407-310-4.
- 레이 황 저/구범진 역 (2009년 12월 16일). 《장제스 일기를 읽다: 레이 황의 중국 근현대사 사색》. 푸른역사. ISBN 978-89-94079-03-5.
  - 원서: 從大歷史的角度讀蔣介石日記 Chiang Kai-shek Diary from a Macro History Perspective
    - 작가: 레이 황
    - 출판사: China Times Publishing Company
    - 발간일: 1994-1-31
    - ISBN 957-13-0962-1
- 윤휘탁 (2003년 6월 20일). 《중일전쟁과 중국혁명》. 일조각. ISBN 978-89-337-0442-4.
- 신승하 (2001년 10월 10일). 《중화민국과 공산혁명》. 대명출판사. ISBN 978-89-86883-72-5.
- 《일본 근세근현대사》,이영,조명철 공저. KNOU PRESS.
- 권성욱 (2015년 2월 10일). 《중일전쟁: 용, 사무라이를 꺾다》. 미지북스. ISBN 978-89-94142-38-8.